# Logtalk
Logtalk est un langage de programmation logique, orienté objet, sur-ensemble de Prolog.
Le langage supporte une large gamme de concepts objets :
- la programmation orientée prototype[1],
- les classes[1],
- les interfaces[2],
- l'héritage multiple[3],
- la réflexion[4],
- la réutilisation de code via le concept de catégorie[5],
- le hot-patching[6].

Son implémentation consiste à étendre un système moderne et standard de Prolog via un script adaptateur. Par ce moyen, il supporte à ce jour :
- B-Prolog 8.1 ou supérieur
- Ciao Prolog 1.22.0 ou supérieur (experimental)
- CxProlog 0.98.1 ou supérieur
- ECLiPSe 6.1#143 ou supérieur
- GNU Prolog 1.4.5 ou supérieur
- JIProlog 4.1.7.1 ou supérieur
- LVM 4.1.0 ou supérieur
- Quintus Prolog 3.3~3.5 (experimental)
- Scryer Prolog 0.9.1 ou supérieur (experimental)
- SICStus Prolog 4.1.0 ou supérieur
- SWI Prolog 6.6.0 ou supérieur
- Tau Prolog 0.3.2 ou supérieur
- Trealla Prolog 2.2.5 ou supérieur (experimental)
- XSB 3.8.0 ou supérieur
- YAP 6.3.4 ou supérieur

## Exemple
```
%%%%%%%%%%%%%%%%%%%%%%%%%%%%%%%%%%%%%%%%%%%%%%%%%%%%%%%%%%%%%%%%%%%%%%%%%%%

%

%  This file is part of Logtalk <https://logtalk.org/>

%  Copyright 1998-2021 Paulo Moura <pmoura@logtalk.org>

%  SPDX-License-Identifier: Apache-2.0

%

%  Licensed under the Apache License, Version 2.0 (the "License");

%  you may not use this file except in compliance with the License.

%  You may obtain a copy of the License at

%

%      http://www.apache.org/licenses/LICENSE-2.0

%

%  Unless required by applicable law or agreed to in writing, software

%  distributed under the License is distributed on an "AS IS" BASIS,

%  WITHOUT WARRANTIES OR CONDITIONS OF ANY KIND, either express or implied.

%  See the License for the specific language governing permissions and

%  limitations under the License.

%

%%%%%%%%%%%%%%%%%%%%%%%%%%%%%%%%%%%%%%%%%%%%%%%%%%%%%%%%%%%%%%%%%%%%%%%%%%%

% a protocol contains a functionality cohesive set of predicate declarations

% and can be implemented by any number of objects and categories; in this

% example, we start by defining a protocol declaring predicates for common

% physical properties:

:- 
protocol
(physical_properties).

	:- 
public
([
		mass
/
1
, volume
/
1

	]).

:- 
end_protocol
.

% next, we define two objects, m1 and m2, implementing the protocol:

:- 
object
(m1,
	
implements
(physical_properties)).

	mass(
3
).
	volume(
2.17
).

:- 
end_object
.

:- 
object
(m2,
	
implements
(physical_properties)).

	mass(
4
).
	volume(
9.21
).

:- 
end_object
.

% a category is a fine grained unit of code reuse, used to encapsulate a

% cohesive set of predicate declarations and definitions, implementing a

% single functionality, that can be imported into any object

% categories can be interpreted as the dual concept of protocols, with

% both aiming for functional cohesion with the difference being that

% categories can both declare and define predicates

% in this example, we define a category for declaring planetary properties

% and declaring and defining planetary computations; we don't want to use

% an object as the gravitational_acceleration/1 predicate can only be defined

% for a concrete planet

:- 
category
(planet).

	:- 
public
([
		gravitational_acceleration
/
1
,
		weight
/
2

	]).

	weight(
Object
, 
Weight
) 
:-

		
Object
::
mass(
Mass
),
		
::
gravitational_acceleration(
Acceleration
),
		
Weight
 
is
 
Mass
 
*
 
Acceleration
.

:- 
end_category
.

% this category can be imported by any number of objects representing actual

% planets, for example, Earth and Mars:

:- 
object
(earth,
	
imports
(planet)).

	gravitational_acceleration(
9.80665
).

:- 
end_object
.

:- 
object
(mars,
	
imports
(planet)).

	gravitational_acceleration(
3.72076
).

:- 
end_object
.

```